# Marko Topo
Marko Topo (serbisch-kyrillisch Марко Топо; * 13. September 2003 in Gräfelfing, Deutschland) ist ein deutsch-serbischer Tennisspieler.

## Persönliches
Topo wurde in einem Vorort von München geboren und spielt seit er acht Jahre alt ist beim Traditionsverein MTTC Iphitos. Mit 14 Jahren wechselte er ins Novak Tennis Centre, ein Tennisausbildungsprogramm von Novak Đoković, nach Belgrad und trat fortan auch unter serbischer Flagge an. Aktuell teilt er seine Zeit zur Hälfte zwischen Belgrad und München auf. In letzterem wird er vom deutschen Trainer Ulf Fischer betreut, der auch schon Trainer von Tommy Haas war.

## Karriere
Topo spielte bis 2021 auf der ITF Junior Tour. Dort konnte er mit Rang 23 seine höchste Notierung in der Jugend-Rangliste erreichen. 2021 nahm er an zwei der vier Grand-Slam-Turniere teil und kam im Einzel und Doppel der French Open in die zweite Runde.
Bei den Profis spielte Topo 2020 zwei Turniere der ITF Future Tour und platzierte sich durch ein Viertelfinale erstmals in der Weltrangliste. Durch Wildcards kam er im April 2021 zu seinem Debüt auf der ATP Challenger Tour in Belgrad genauso wie einen Monat später zu seiner Premiere auf der ATP Tour in derselben Stadt. Beide Male unterlag er in seiner Auftaktpartie gegen Federico Coria, die Nummer 96 der Welt, gewann aber den ersten Satz. Beim Challenger in Banja Luka zog er erstmals ins Viertelfinale und damit in die Top 900 der Welt ein. Ende des Jahres nahm er an den Nationale Deutsche Hallen-Tennismeisterschaften teil und erreichte das Viertelfinale. Im Jahr 2022 gewann Topo im Doppel zudem den ersten Future-Titel seiner Karriere. Seit Juni 2022 tritt er für Deutschland an.